# Acasanga dimidiosanguinea
Acasanga dimidiosanguinea là một loài bọ cánh cứng trong họ Cerambycidae.